# Iglesia de San Lázaro (Macao)
La Iglesia de San Lázaro es un edificio religioso cristiano construido entre 1557 y 1560. Es una de las tres iglesias más antiguas de Macao, una Región administrativa especial de China. El doctor Belchior Carneiro Leitão estableció una leprosería cerca de este iglesia católica para atender a los leprosos. A este lugar le fue dado bajo el dominio portugués el nombre de São Lázaro (San Lázaro), el protector de los leprosos. Esta leprosería fue transferida en 1882 para a isla de D. João y en 1947 para Coloane en otro sector de Macao.